# Liste der Geotope im Landkreis Traunstein
Diese Liste enthält die Geotope des Oberbayerischen Landkreises Traunstein in Bayern.
Die Liste enthält die amtlichen Bezeichnungen für Namen und Nummern des Bayerischen Landesamt für Umwelt (LfU) sowie deren geographische Lage. Diese Liste ist möglicherweise unvollständig. Im Geotopkataster Bayern sind etwa 3.400 Geotope (Stand März 2020) erfasst. Das LfU sieht einige Geotope nicht für die Veröffentlichung im Internet geeignet. Einige Objekte sind zum Beispiel nicht gefahrlos zugänglich oder dürfen aus anderen Gründen nur eingeschränkt betreten werden.
| Name                                                                           | Bild           | Geotop ID | Gemeinde / Lage                | Geologische Raumeinheit        | Beschreibung | Fläche m² / Ausdehnung m | Geologie | Aufschlussart                  | Wert               | Schutzstatus                                           | Bemerkung                       |
| ------------------------------------------------------------------------------ | -------------- | --------- | ------------------------------ | ------------------------------ | --- | ------------------------ | --- | ------------------------------ | ------------------ | ------------------------------------------------------ | ------------------------------- |
| Mindelzeitliche Schotter S von Heiligkreuz                                     | weitere Bilder | 189A001   | Trostberg Position             | Inn-Region                     | Mindel-Vorstoß-Schotter und jüngere Deckenschotter sind in den fest-konglomerierten, hohen Steilhängen des Alztals aufgeschlossen. | 10800 180 × 60           | Typ: Gesteinsart, Schichtfolge Art: Konglomerat                                                                 | Hanganriss/Felswand            | bedeutend          | kein Schutzgebiet                                      |                                 |
| Schottermoräne 700 m NW von Oberbrunn                                          | weitere Bilder | 189A003   | Pittenhart Position            | Inn-Chiemsee-Jungmoränenregion | Das Moränenmaterial ist verfestigt. Benachbart liegt ein zweiter Aufschluss (Geotop Nr. 189A005). | 3000 100 × 30            | Typ: Gesteinsart Art: Konglomerat                                                                               | Hanganriss/Felswand            | bedeutend          | kein Schutzgebiet                                      |                                 |
| Schottermoräne 400 m NW von Oberbrunn                                          |                | 189A005   | Pittenhart Position            | Inn-Chiemsee-Jungmoränenregion | Das Moränenmaterial ist verfestigt. Benachbart liegt ein zweiter Aufschluss (Geotop Nr. 189A003). | 2800 80 × 35             | Typ: Gesteinsart Art: Konglomerat                                                                               | Hanganriss/Felswand            | bedeutend          | kein Schutzgebiet                                      |                                 |
| Deckenschotter-Aufschluss in Stein a.d. Traun                                  | weitere Bilder | 189A008   | Traunreut Position             | Inn-Region                     | Die markante Felswand mitten im Ort erschließt Konglomerate aus Mindel-Deckenschottern. Inmitten der Felswand liegt eine Höhlenburg, die nach Voranmeldung mit Gruppen besucht werden kann. | 13000 650 × 20           | Typ: Gesteinsart Art: Konglomerat                                                                               | Hanganriss/Felswand            | bedeutend          | kein Schutzgebiet                                      |                                 |
| Steinbruch in Traunwalchen/Talmühle                                            | weitere Bilder | 189A009   | Traunreut Position             | Inn-Region                     | Aufgeschlossen ist Rißzeitlicher-Deckenschotter. | 7000 100 × 70            | Typ: Gesteinsart Art: Konglomerat                                                                               | Steinbruch                     | bedeutend          | kein Schutzgebiet                                      |                                 |
| Molasse-Aufschluss S von Tettenhausen                                          |                | 189A010   | Waging am See Position         | Salzach-Jungmoränenregion      | Aufgeschlossen sind Glaukonitsande und Blättermergel der Oberen Meeresmolasse (Miozän) mit Austernschalen führenden Lagen. | 24000 800 × 30           | Typ: Gesteinsart, Tierische Fossilien Art: Sand, Mergel                                                         | Hanganriss/Felswand            | wertvoll           | Landschaftsschutzgebiet                                |                                 |
| Molasse und Quartär um den Schloßberg S von Waging                             |                | 189A013   | Waging am See Position         | Salzach-Jungmoränenregion      | Am Schloßberg S von Waging ziehen die Schluchten von Ramgraben, Burgstallgraben und Lohgraben nach Westen und Süden. Weitgehend nur weglos und nicht einfach erreichbar sind in den Bachbetten und Hängen Sandmergel und Kalksandsteine der Oberen Meeresmolasse aufgeschlossen. Stellenweise wurden in ihnen marine Makrofossilien gefunden. Eine Profilaufnahme ist den Erläuterungen zur geologischen Karte beigegeben. Im mittleren Teil des Lohgrabens ist unter einer Nagelfluh aus Schottern unverfestigte Moräne mit großen Geschieben zu erkennen. Der tertiäre Untergrund ist durch den Eisschub teils verstellt, teils sind Geschiebe in den Untergrund eingearbeitet. Die Geschiebe finden sich herabgestürzt auch unten im Bach. Sie können aus so exotischen Gesteinen wie Serpentinit – vermutlich aus den Tauern stammend – bestehen. | 130000 1300 × 100        | Typ: Schichtfolge Art: Moräne, Sandmergel                                                                       | Hanganriss/Felswand            | wertvoll           | kein Schutzgebiet                                      |                                 |
| Molasse und Quartär unterhalb der Wallfahrtskirche Maria Mühlberg E von Waging |                | 189A014   | Waging am See Position         | Salzach-Jungmoränenregion      | Kalksandsteine und Sandmergel der Oberen Meeresmolasse stehen oberhalb von einem Wanderweg entlang des Dobelbaches an. Der Aufschluss ist über Wildenhofen SE von Waging zu erreichen. Über diesen Molasseschichten waren eine schwarz bis rotbraun verwitterte Nagelfluh und darüber etwa 2 m an Verwitterungslehmen mit Gastropoden erschürft worden. Nachdem darüber eine hellgraue Nagelfluh unter Würmmoräne folgt, muss die höhere Nagelfluh als rißzeitlich, der Verwitterungslehm darunter dem Riß-/Mindel-Interglazial und die darunterliegende Nagelfluh der Mindeleiszeit zugeordnet werden. Die rißzeitliche Nagelfluh kann von der Wallfahrtskirche Maria Mühlberg aus auf Pfaden im Hang unterhalb erreicht werden. Von einem Einstieg in den Hangabriß unterhalb dieser Nagelfluh zur Besichtigung des altpleistozänen Schichtpakets ist ohne Seilsicherung abzuraten heißt es in den Erläuterungen zur geologischen Karte. | 20000 200 × 100          | Typ: Schichtfolge, Fossiler Boden Art: Mergel, Schotter, Moräne                                                 | Hanganriss/Felswand            | besonders wertvoll | Landschaftsschutzgebiet                                |                                 |
| Konglomerate des Aquitan an der Blauen Wand S von Traunstein                   | weitere Bilder | 189A015   | Traunstein Position            | Salzach-Jungmoränenregion      | Die Blaue Wand ist Teil des Standardprofils für die Gliederung der ostbayerischen Molasse. Sie zeigen Aquitan-Konglomerate vom Typ Rosinenmergel. | 900 90 × 10              | Typ: Gesteinsart Art: Konglomerat                                                                               | Hanganriss/Felswand            | wertvoll           | kein Schutzgebiet                                      |                                 |
| Typlokalität Kressen-Graben SW von Neukirchen                                  |                | 189A017   | Siegsdorf Position             | Salzach-Jungmoränenregion      | Der Aufschluss zeigt entlang von ehemaligen Erz-Abbaustellen die klassische Ausbildung der südhelvetischen Erzfazies. Er stellt eine überregional bedeutende Fossilfundstelle dar. Aufgrund von Hohlräumen im Untergrund besteht Lebensgefahr. Daher ist das Gelände eingezäunt und darf nicht betreten werden. Das Geotop selbst ist nicht zugänglich. | 6000 300 × 20            | Typ: Standard-/Referenzprofil, Schichtfolge, Tierische Fossilien, Pinge/nfeld Art: Sandstein, Mergel, Kalkstein | Hanganriss/Felswand            | besonders wertvoll | Bodendenkmal                                           |                                 |
| Straßenaufschluss bei Raiten                                                   |                | 189A018   | Schleching Position            | Chiemgauer Alpen               | Trias- und Jura-Gesteine der Allgäu-Decke treten als Fenster von Raiten unter den Gesteinen der überlagernden Lechtal-Decke (Muschelkalk und Wettersteinkalk) hervor. Die Fenstergesteine liegen größtenteils unter dem Mettenhamer Filz. Der Aufschluss zeigt auf etwa 50 m Länge und bis zu 10 m Höhe wellig verfaltete und miteinander verschuppte Kalksteine. | 150 50 × 3               | Typ: Störung, Schichtfolge, Falte/Mulde/Sattel Art: Kieselkalkstein                                             | Böschung                       | bedeutend          | kein Schutzgebiet                                      |                                 |
| Steinbruch am Haßlberg SW von Ruhpolding                                       | weitere Bilder | 189A021   | Ruhpolding Position            | Chiemgauer Alpen               | Aufgeschlossen sind hier Gesteine der Lechtal-Decke am oberen Nordflügel der Hochfelln-Mulde. Die Schichtfolge reicht von grauen oolithischen Malm-Kalken über rote Malm-Kalke zu grauen Neokom-Kalken der Schrambach-Schichten. Der Abbau erfolgte hauptsächlich auf die roten knollig-flaserigen Kalke in Adneter Fazies (Ruhpoldinger Marmor). Der Betrieb wurde 1970 eingestellt. Heute führt ein Wanderweg durch das Gelände, die Wände werden als Klettergarten genutzt. | 52500 375 × 140          | Typ: Schichtfolge Art: Kalkstein                                                                                | Steinbruch                     | wertvoll           | kein Schutzgebiet                                      | Bayerns schönste Geotope Nr. 79 |
| Steinbruch E von Egerndach                                                     |                | 189A022   | Staudach-Egerndach Position    | Chiemgauer Alpen               | Aufgeschlossen sind stark verfaltete Gesteine der Allgäu-Decke. Der Steinbruch ist reich an Fossilien. Der Bruch ist sehr schwer zugänglich und stark verfallen und verwachsen. | 33600 210 × 160          | Typ: Schichtfolge, Tierische Fossilien, Falte/Mulde/Sattel Art: Kalkstein, Mergelstein                          | Steinbruch                     | wertvoll           | kein Schutzgebiet                                      |                                 |
| Torgraben SW von Grassau                                                       |                | 189A023   | Grassau Position               | Chiemgauer Alpen               | In dem Graben ist die jurassische Schichtfolge aufgeschlossen, die als Torgraben-Mulde (NE-Teil der Kampenwand-Niederfels-Mulde) zur Allgäu-Decke gehört. | 9900 330 × 30            | Typ: Schichtfolge Art: Kieselkalkstein                                                                          | Prallhang/Flussbett/Bachprofil | bedeutend          | kein Schutzgebiet                                      |                                 |
| Nummulitenkalk des Höllgrabens SSW von Bad Adelholzen                          |                | 189A024   | Siegsdorf Position             | Chiemgauer Alpen               | Das Gestein ist aus Großforaminiferen von bis zu 10 cm Durchmesser aufgebaut. Nördlich und südlich der Adelholzener Schichten stehen Stockletten an. | 300 30 × 10              | Typ: Tierische Fossilien, Schichtfolge Art: Kalkstein                                                           | Hanganriss/Felswand            | bedeutend          | kein Schutzgebiet                                      |                                 |
| Hilzinger Nummulitenriff NNW von Hilzing                                       | weitere Bilder | 189A025   | Siegsdorf Position             | Inn-Chiemsee-Jungmoränenregion | Im Mergel sind Großforaminiferen zu finden. Das Betreten der ehemaligen Bergwerksanlagen ist verboten (Einsturzgefahr!). | 15 5 × 3                 | Typ: Tierische Fossilien Art: Kalkstein                                                                         | Hanganriss/Felswand            | wertvoll           | kein Schutzgebiet                                      |                                 |
| Kiesgrube Hainz am Waginger See SE von Musbach                                 |                | 189A026   | Petting Position               | Salzach-Jungmoränenregion      | In der Kiesgrube liegen Schotter horizontal und diskordant über schräg einfallenden würmzeitlichen Deltaschottern, die in den Waginger See geschüttet wurden. Vielleicht handelt es sich um jüngere Deltaschotter über älteren. Schön zu sehen ist das auf der von Westen zugänglichen oberen Abbausohle. Den unteren Kiesgrubenbereich hinter dem Campingplatz nicht betreten – Privatgelände. | 1400 70 × 20             | Typ: Schichtfolge, Diskordanz Art: Schotter                                                                     | Steinbruch                     | bedeutend          | Landschaftsschutzgebiet                                |                                 |
| Helvetikumsprofil an der Adelholzener Mineralwasserfabrik                      |                | 189A027   | Siegsdorf Position             | Chiemgauer Alpen               | An der Böschung hinter der neuen Lagerhalle der Mineralwasserfabrik ist ein einmaliges Profil durch das Nordhelvetikum aufgeschlossen. Im Südteil stehen Gerhardsreiter Schichten an, die mit einer deutlich erkennbaren Störung an Adelholzener Schichten stoßen. Auf engem Raum folgt ein wechselhaftes Profil bis zu den Stockletten und dem Lithothamnienkalk. Der Hang ist rutschungsgefährdet und liegt innerhalb des umzäunten Fabrikgeländes. Das Betreten des Geländes ist nur nach Anmeldung möglich. | 10400 260 × 40           | Typ: Typlokalität, Tierische Fossilien, Störung Art: Mergelstein, Kalkstein, Tonstein                           | Böschung                       | besonders wertvoll | kein Schutzgebiet                                      |                                 |
| Gosau der Lackenbergwand E von Oberwössen                                      |                | 189A028   | Reit im Winkl Position         | Chiemgauer Alpen               | Der Gipfelaufbau des Lackenberges wird durch eines der wenigen Bayerischen Gosauvorkommen eingenommen. Es finden sich vorwiegend brekziöse, rötlich-graue Kalksteine. | 150000 500 × 300         | Typ: Gesteinsart Art: Kalkstein                                                                                 | Felshang/Felskuppe             | wertvoll           | kein Schutzgebiet                                      |                                 |
| Steinbruch E von Hausmann (Hausmann Ost)                                       |                | 189A029   | Inzell Position                | Chiemgauer Alpen               | Im Steinbruch Hausmann Ost wurden früher rote Knollenflaserkalke des Malm abgebaut. Heute wird das Gelände als Garten genutzt, ist aber nicht eingezäunt. | 1750 50 × 35             | Typ: Gesteinsart, Sedimentstrukturen Art: Kalkstein                                                             | Steinbruch                     | bedeutend          | kein Schutzgebiet                                      |                                 |
| Steinbruch E von Hausmann (Hausmann West)                                      |                | 189A030   | Inzell Position                | Chiemgauer Alpen               | Im Steinbruch Hausmann West wurden früher rote Dogger-Spatkalke abgebaut. Die Aufschlusswände sind gut erhalten, das Gelände ist aber z. T. zugewachsen. | 3600 60 × 60             | Typ: Gesteinsart, Sedimentstrukturen Art: Kalkstein                                                             | Steinbruch                     | bedeutend          | kein Schutzgebiet                                      |                                 |
| Steinbruch beim Eisstadion SE von Inzell                                       |                | 189A031   | Inzell Position                | Chiemgauer Alpen               | Im Steinbruch beim Inzeller Eisstadion ist Wettersteinkalk aufgeschlossen, der aufgrund der Nähe zur Überschiebungsbahn des Tirolikums auf die Lechtal-Decke stark zerrüttet ist. In Spalten des Wettersteinkalks eingepresst kommt schmutzig-graues Gips-Ton-Gestein des Haselgebirges vor. Der Steinbruch wird als Freilichtbühne genutzt und ist nicht frei zugänglich. | 9600 120 × 80            | Typ: Schichtfolge, Störung Art: Kalkstein, Tonstein, Gips                                                       | Steinbruch                     | wertvoll           | FFH-Gebiet, Vogelschutzgebiet                          |                                 |
| Nagelfluh-Aufschluss S von Siegsdorf                                           | weitere Bilder | 189A032   | Siegsdorf Position             | Chiemgauer Alpen               | Am Parkplatz östlich der Straße Eisenärzt-Siegsdorf ist auf große Länge und Höhe eine Konglomeratwand mit teilweise sehr großen Kalkgeröllen aufgeschlossen. Als Altersstellung wird Mittel- bis Altpleistozän vermutet. | 1200 100 × 12            | Typ: Gesteinsart, Terrasse Art: Konglomerat                                                                     | Felshang/Felskuppe             | bedeutend          | kein Schutzgebiet                                      |                                 |
| Goldführende Konglomerate des Aquitan E von Hochberg                           |                | 189A033   | Traunstein Position            | Salzach-Jungmoränenregion      | Aus den Bächen am Hochberg südöstlich von Traunstein, wohl vor allem am Röthelbach, wurde in historischer Zeit Gold gewaschen. Als Quelle des Goldes konnten die Konglomerate der tertiären Meeresmolasse ermittelt werden. Die Schotter weisen einen hohen Anteil an Gesteinen wie Amphibolit, Granit und Gangquarz auf – Gesteine, die typischerweise in den Zentralalpen mit ihren bekannten Goldvorkommen auftreten. In dem nur wenig Wasser führenden Kerbtal östlich von Hochberg stehen sandige Konglomerate des Aquitan stufenbildend an. In den Geröllen des Bachlaufs bis hinunter zum Röthelbach kann ein hoher Anteil an Quarz beobachtet werden. Die Chance, hier tatsächlich einen Goldflitter im Gestein zu finden, ist allerdings äußerst gering. | 2000 100 × 20            | Typ: Gesteinsart, Kerbtal Art: Konglomerat                                                                      | Prallhang/Flussbett/Bachprofil | wertvoll           | kein Schutzgebiet                                      |                                 |
| Quartäre Nagelfluh auf Raibl-Formation NW von Vordermiesenbach                 |                | 189A034   | Ruhpolding Position            | Chiemgauer Alpen               | Am Steilufer der Traun unterhalb eines Wanderwegs und nur im vorsichtigen Abstieg auf einem Trampelpfad zu erreichen steht mächtige Schotternagelfluh über gering verfestigter Moräne an. Die Moräne liegt einer – nahe der tektonischen Grenze Kalkalpin – Flysch steilstehend verschuppten – Folge von Mergelsteinen, Rauhwacken und schwarzen Konglomeraten an. | 160 40 × 4               | Typ: Gesteinsart, Schichtfolge Art: Konglomerat, Rauhwacke, Mergelstein                                         | Prallhang/Flussbett/Bachprofil | bedeutend          | kein Schutzgebiet                                      |                                 |
| Schöneck-Formation im Galon-Graben W von Hachau                                |                | 189A036   | Siegsdorf Position             | Chiemgauer Alpen               | Die Fischschiefer der Schöneck-Formation liegen an der Basis der tiefmarinen oligozänen Schichtfolge des Molassebeckens. Die Schöneck-Formation hat trotz ihrer geringen Verbreitung an der Oberfläche beträchtliches Interesse auf sich gezogen, da sie in Bohrungen regelmäßig angetroffen wird und als hauptsächliches Muttergestein für das Erdöl und Erdgas des Molassebeckens gilt. Die Schöneck-Formation besteht aus grauen Mergeln und Schiefertonen und ist reich an organischem Material. Im Galon-Graben steht die Schichtfolge – stellenweise aufgegraben – an. Die steilstehenden Schiefertone zeigen Fischschuppen auf den Schichtflächen. | 200 20 × 10              | Typ: Schichtfolge, Gesteinsart, Tierische Fossilien Art: Tonstein                                               | Prallhang/Flussbett/Bachprofil | wertvoll           | kein Schutzgebiet                                      |                                 |
| Steinbruch Bosch W von Marquartstein                                           |                | 189A039   | Marquartstein Position         | Chiemgauer Alpen               | Der mit insgesamt 100 m eindrucksvoll hohe Steinbruch baut auf mehreren Sohlen steilstehenden Wettersteinkalk der Lechtal-Decke ab. Nordseitig endet der Wettersteinkalk an der Überschiebungsbahn von Lechtal- auf Allgäu-Decke. Bei den schwarzen Tonsteinen und pyritführenden Mergeln, die hier teils zwischen Schollen von Wettersteinkalk hineingepresst sind, handelt es sich um Schichten der Tannheim-Formation (Unterkreide) in der Allgäu-Decke. Der helle Kalkstein findet eine breite Verwendung von Schotter über Wasserbausteine bis zu Splitt für Terrazzo-Produkte. Kein Betreten des aktiven Steinbruchs ohne Erlaubnis durch die Betriebsleitung! | 75000 500 × 150          | Typ: Schichtfolge, Lagerungsverhältnisse Art: Kalkstein, Tonstein                                               | Steinbruch                     | wertvoll           | kein Schutzgebiet                                      |                                 |
| Gosau-Basiskonglomerat beim Auerwandl SW von Oberwössen                        |                | 189A040   | Unterwössen Position           | Chiemgauer Alpen               | Das Auerwandl ist ein kleiner Klettergarten in Fels des Oberrhätkalks an der Forststraße, die den Aßberggraben hochführt. Etwa 60 m vor der Kletterwand kann rechts der Straße weglos einen Einschnitt hochgestiegen werden. Die Felsen links davon bestehen aus Oberrhätkalk. Unter Wurzelstöcken umgestürzter Bäume sind prächtige Korallen freigelegt. Die Felswand rechts des Einschnitts ist aus Basiskonglomerat der Gosau aufgebaut. Es findet sich auch in Sturzblöcken bis zur Straße hinunter. Das schlecht sortierte bunte Konglomerat enthält eine Fülle verschiedener Gesteine von der Trias bis in die Kreide. Von besonderem Interesse sind dabei flachmarine Karbonate mit Rudisten und Korallen (Urgon-Fazies) der Unterkreide, die heute in den Nördlichen Kalkalpen anstehend nicht mehr anzutreffen sind. Von überhängenden Wandpartien fernhalten – Steinschlaggefahr! | 1000 50 × 20             | Typ: Gesteinsart, Schichtfolge, Tierische Fossilien Art: Konglomerat, Kalkstein                                 | Hanganriss/Felswand            | wertvoll           | kein Schutzgebiet                                      |                                 |
| Oligozän des Pötschgrabens ENE von Reit im Winkl                               |                | 189A041   | Reit im Winkl Position         | Chiemgauer Alpen               | Der Pötschgraben der topographischen Karte ist in der geologischen Literatur als Pötschbichl-Graben bekannt und war Ende des 19. Jahrhunderts eine bekannte Fundstelle von Korallen und Mollusken des Oligozäns. In jüngerer Zeit lieferte der Aufschluss reichlich Mikrofossilien. Die früher an dieser Stelle in die Zementmergel der Häringer Schichten eingeordnete Schichtfolge wird heute nach Neugliederung der Paisslberg-Formation zugeordnet. Die teils sandigen Mergel enthalten nahe der Basis wiederholt Brekzienbänke eingeschaltet. Derartige Brekzienlagen finden sich im Bachbett hinter der Querverbauung direkt hinter den Häusern von Pötschbichl. Der weitere weglose und mühsame Aufstieg im Bachbett ist nicht sonderlich lohnend. Ab etwa 830 m wird die Schichtfolge kalkiger, enthält stellenweise Fischschuppen und Schalenreste von Schnecken und Muscheln und wird in das Werlberg-Member gestellt. Eine detaillierte Profilbeschreibung findet sich bei Lindenberg (1965). | 750 50 × 15              | Typ: Schichtfolge Art: Mergelstein                                                                              | Prallhang/Flussbett/Bachprofil | wertvoll           | kein Schutzgebiet                                      |                                 |
| Branderfleck-Formation bei Urschlau SW von Ruhpolding                          |                | 189A042   | Ruhpolding Position            | Chiemgauer Alpen               | Im Bachbett der Urschlauer Achen stehen südöstlich von Urschlau gebankte Brekzien, Kalksandsteine und Mergelsteine der Branderfleck-Formation an. Weitere Aufschlüsse sind südlich von Urschlau an der Achen zu finden. | 1400 280 × 5             | Typ: Gesteinsart, Schichtfolge Art: Brekzie, Kalksandstein                                                      | Prallhang/Flussbett/Bachprofil | wertvoll           | FFH-Gebiet                                             |                                 |
| Hauptdolomit an der Schwarzachenalm SSE von Ruhpolding                         |                | 189A043   | Ruhpolding Position            | Chiemgauer Alpen               | An einer Felswand am Danzingbach südwestlich der Schwarzachenalm ist rhythmisch feingeschichtetes und laminiertes Dolomitgestein des unteren Hauptdolomits anschaulich aufgeschlossen. Der dünnbankige Hauptdolomit ist mehr oder minder bituminös. | 500 50 × 10              | Typ: Gesteinsart Art: Dolomitstein                                                                              | Prallhang/Flussbett/Bachprofil | bedeutend          | Naturschutzgebiet, FFH-Gebiet, Vogelschutzgebiet       |                                 |
| Höhlensedimente in Raibl-Formation SSW von Bergen                              |                | 189A044   | Bergen Position                | Chiemgauer Alpen               | An einem Forstweg über dem Weißachental sind wandhoch Rauhwacken und Dolomite der Raibl-Formation freigelegt. Das Gestein enthält lehmerfüllte horizontale Spalten mit eingeschwemmten Schneckengehäusen und Resten von Kleintieren. Vorsicht, Steinschlaggefahr! | 180 60 × 3               | Typ: Gesteinsart, Tierische Fossilien Art: Rauhwacke, Dolomitstein                                              | Hanganriss/Felswand            | bedeutend          | kein Schutzgebiet                                      |                                 |
| Asphalt im Flysch des Dampfgrabens SSE von Bergen                              |                | 189A045   | Bergen Position                | Chiemgauer Alpen               | Der Dampfgraben ist der Graben östlich der Dampfalm. Nur auf kurzer Strecke ist hier der Flysch steilstehend vor der ebenfalls steilstehenden Überschiebung des Kalkalpins aufgeschlossen. Klüfte auf Sandsteinen mit zwischengelagerten Tonsteinen der Rehbreingraben-Formation enthalten hier asphaltisch verdicktes, schwarzglänzendes Erdöl. Von dem in dem vorigen Jahre bey Bergen gefundenen Bitumen berichtet schon Flurl (1805). 1950 wurde der Flysch des Dampfgrabens im Auftrag der DEA (Deutsche Erdöl AG) in einer Schurfreihe freigelegt. Der Aufschluss kann von der Maria-Eck-Str. in Bergen aus nur weglos den Bach oder anfangs einen Weg östlich davon aufwärts erreicht werden. | 500 50 × 10              | Typ: Gesteinsart Art: Sandstein                                                                                 | Prallhang/Flussbett/Bachprofil | wertvoll           | kein Schutzgebiet                                      |                                 |
| Typlokalität der Schöneck-Formation SSE von Siegsdorf                          |                | 189A046   | Siegsdorf Position             | Chiemgauer Alpen               | Die oligozänen Fischschiefer wurden von Böhm (1891) entdeckt: Schwarzgrauer, dünnblättriger Mergelschiefer, auf den Schichtflächen reichlich mit Schuppen von Meletta sardinites HECKEL, im Schönecker Graben und Habach. In den Erläuterungen zur geologischen Karte sind die Lage des Aufschlusses und die geologischen Verhältnisse detailliert beschrieben. Die Fischschiefer sind nur 6 – 7 m mächtig und liegen konkordant – mit Schichtlücke – über Stad-Formation (Stockletten) des Obereozäns. Da benachbart der Flysch diskordant auf steilstehendem und verschupptem Helvetikum liegt, sind die mit dem Helvetikum verfalteten Fischschiefer der Beweis, dass die Überschiebung des Flysches erst nach der Ablagerung und Verfaltung der Fischschiefer im untersten Oligozän erfolgt sein kann. Der Aufschluss setzt damit eine wichtige Zeitmarke und hat große paläogeographische Bedeutung. | 75 15 × 5                | Typ: Typlokalität, Gesteinsart, Tierische Fossilien Art: Mergelstein                                            | Prallhang/Flussbett/Bachprofil | wertvoll           | kein Schutzgebiet                                      |                                 |
| Typlokalität der Gerhartsreit-Schichten NE von Gerhartsreit                    |                | 189A047   | Siegsdorf Position             | Chiemgauer Alpen               | Die wenige Meter mächtigen Gerhartsreit-Schichten des Nord-Helvetikums im Gerhartsreiter Graben bestehen aus schwarzen Tonmergelsteinen. Sie enthalten eine reiche, aber schwer zu bergende Makrofauna. Vor dem Zugang zum Graben stehen unter einem Dach Tafeln, die an das 45.000 Jahre alte Mammut von Siegsdorf erinnern, das hier gefunden und ausgegraben wurde. Es befindet sich heute im Mammut-Museum Siegsdorf. | 600 60 × 10              | Typ: Typlokalität, Tierische Fossilien Art: Tonmergelstein                                                      | Prallhang/Flussbett/Bachprofil | wertvoll           | kein Schutzgebiet                                      |                                 |
| Eozän und Quartär des alten Soleleitungswegs S von Höpfling                    |                | 189A048   | Siegsdorf Position             | Inn-Chiemsee-Jungmoränenregion | Von Höpfling führt westlich der Traun ein Wanderweg nach Süden, der an der Kneippanlage (mit Nummulitenkalken der Bürgen-Formation direkt dahinter) vorbeiführt. 120 m weiter hat ein Quellbach über Mergelsteinen (Stockletten) der Stad-Formation Kaskaden von Kalktuff aufgebaut. Und kurz darauf stehen in einem alten Abbau senkrechte Bänke von Lithothamnienkalk (Granitmarmor) an. Grünliche und rötliche Tonmergelsteine in kleinen Aufschlüssen am Weg südlich von Grub gehören bereits der Buntmergel-Serie an. Für den Rückweg kann von Trittsicheren der alte Soleleitungsweg etwas höher oben im Hang genommen werden. Er ist inzwischen überwachsen, stellenweise verrutscht – Vorsicht bei der Begehung! -, aber im Digitalen Geländemodell (Abb. 4) noch deutlich zu erkennen. Um ihn zu erreichen muss weglos steil hangauf gegangen werden. Das Profil entlang des Wegs ist als Salinenwaldweg in den Erläuterungen zur geologischen Karte detailliert gezeichnet und beschrieben. In diesem höheren Niveau sind zusätzlich noch rißzeitliche Vorstoßschotter – zu Nagelfluh verfestigt – und die alte Soleleitung anzutreffen.                                          | 32500 650 × 50           | Typ: Schichtfolge, Gesteinsart Art: Konglomerat, Kalkstein, Tonmergelstein                                      | Steinbruch                     | bedeutend          | kein Schutzgebiet                                      |                                 |
| Mergelsteine der oberen Unteren Meeresmolasse am Osterbuchberg                 |                | 189A049   | Grabenstätt Position           | Inn-Chiemsee-Jungmoränenregion | In einer tief eingekerbten Schlucht an der Südseite des Osterbuchbergs stehen im Bachbett graue, feinschichtige Mergelsteine der oberen Unteren Meeresmolasse (Chatt-Tonmergel) an. Die mächtige mergelige Schichtfolge reicht vom Oberoligozän bis ins Untermiozän. Die Verwerfung, die die Talrichtung bestimmte, ist im Bachbett sichtbar. Der Molassehügel des Osterbuchbergs wurde von den eiszeitlichen Gletschern abgeschliffen. Anhand der flachen Südseite und der steilen Nordseite lässt sich die Bewegung des Gletschereises von SW nach NO erahnen. | 2400 120 × 20            | Typ: Schichtfolge Art: Mergelstein                                                                              | Prallhang/Flussbett/Bachprofil | wertvoll           | kein Schutzgebiet                                      |                                 |
| Sandsteine und Konglomerate der Chatt-Sande am Osterbuchberg                   |                | 189A050   | Grabenstätt Position           | Inn-Chiemsee-Jungmoränenregion | In einem alten Steinbruch am Westsporn des Osterbuchbergs sind Sandsteine mit Konglomeraten und grauen Mergelsteinen der Chatt-Sande (Oberoligozän) der Unteren Meeresmolasse aufgeschlossen. | 20 10 × 2                | Typ: Gesteinsart, Schichtfolge Art: Sandstein, Konglomerat                                                      | Kiesgrube/Sandgrube            | bedeutend          | kein Schutzgebiet                                      |                                 |
| Sandsteine der Puchkirchen-Serie am Westerbuchberg                             |                | 189A051   | Übersee Position               | Inn-Chiemsee-Jungmoränenregion | An der Straße nach Westerbuchberg stehen nach dem Gasthof Zur schönen Aussicht Sandsteine mit Konglomeraten der Puchkirchen-Serie an. Teils sind Gerölle in die Sandsteine eingestreut. Ein weiterer Aufschluss liegt 300 m die Straße aufwärts. | 300 150 × 2              | Typ: Schichtfolge Art: Sandstein, Konglomerat                                                                   | Hanganriss/Felswand            | wertvoll           | kein Schutzgebiet                                      |                                 |
| Eisenerz-Bergbaurevier am Teisenberg                                           |                | 189G001   | Siegsdorf Position             | Salzach-Jungmoränenregion      | Im Bereich Neukirchen/Achthal sind mehrere, synsedimentär gebildete Erzlager tertiären Alters auf etwa 25 km Länge nachweisbar. Die steil nach S einfallende Eozän-Scholle enthält abbauwürdig das Schwarz- und das Roterzflöz. Erzbergbau am Teisenberg ist seit dem 12. Jh. urkundlich belegt. Bis 1810 lag der NE-Teil des Reviers auf Salzburger Gebiet. Die bauwürdigen Flöze sind auf einer Länge von 4 km nachgewiesen. Das Revier wurde durch zahlreiche, inzwischen meist verbrochene Stollen bergmännisch erschlossen. Betriebseinstellung: 1925. 1955/56 wurde die Lagerstätte nochmals untersucht. Geschätzte Vorräte von 30 Mio. t Eisenerz sind auf absehbare Zeit wirtschaftlich nicht gewinnbar. Der Karl-Stollen bei Kressenberg ist vergittert und Fledermaus-Winterquartier. Ausgezeichnete Dokumentation im Bergbaumuseum Achthal (www.bergbaumuseum-achthal.de). Das Gelände ist noch in Verbruch befindlich. Zäune und Warnschilder sind daher unbedingt zu beachten! Das Objekt steht als Bodendenkmal unter besonderem Schutz (Denkmal-Nr. D-1-8142-0163). | 1050000 2100 × 500       | Typ: Stollen, Pinge/nfeld Art: Sandstein                                                                        | Tagebau                        | wertvoll           | Bodendenkmal                                           |                                 |
| Blei-Zink-Erzbergbau am Rauschberg SW von Inzell                               |                | 189G002   | Inzell Position                | Chiemgauer Alpen               | Am Rauschberg bei Inzell wurden Blei-Zink-Vererzungen im Wettersteinkalk abgebaut. Wie auch andernorts im Alpenbogen, wurde syngenetisch und fein verteilt im Kalk eingelagertes Blei und Zink später mobilisiert und in Störungszonen im Wettersteinkalk zu abbauwürdigen Vererzungen konzentriert. Der Bergbau geht bis ins 16. Jahrhundert zurück. Mit Unterbrechungen wurde er bis 1925 fortgesetzt. Abgebaut wurde in mehreren Revieren. FLURL (1792) schreibt von etwa 72 Stollen am Rauschberg. Die gewaltigen Halden des Bergbaus am Nordhang des Rauschbergs sind von Inzell aus gut sichtbar. Sie sind auf dem schmalen Knappensteig in mühsamen Anstieg erreichbar. Auf den Halden findet sich insbesondere Zinkblende mit etwas Bleiglanz. Der Bergbau ging vor allem auf Galmei und silberhaltigen Bleiglanz. Die Zinkblende konnte erst im 19. Jahrhundert verhüttet werden und wurde daher anfangs als wertlos auf die Halden verkippt. |                          | Typ: Stollen, Halde, Mineralien Art: Buntmetallerz, Kalkstein                                                   | Tunnel/Stollen/Schacht         | wertvoll           | Naturschutzgebiet, FFH-Gebiet, Vogelschutzgebiet       |                                 |
| Historischer Rauhwacke-Abbau am Rabenstein NW von Ruhpolding                   |                | 189G004   | Ruhpolding Position            | Chiemgauer Alpen               | Gümbel schreibt 1861 von großen Steinbrüchen auf Rauhwacke am Rabenstein, die ausgezeichnetes Baumaterial geliefert haben, welches sich gleichzeitig durch leichte Bearbeitung, große Festigkeit, geringere Schwere und trockenes Mauerwerk auszeichnet. In Ruhpolding wurde Rauhwacke für zahlreiche Bauten verwendet, u. a. für den Turm der Pfarrkirche St. Georg. Die Rauhwacken der Raibl-Formation bilden am Rabenstein eine langgestreckte Felsmauer. Heute sind die früheren Steinbrüche am Rabenstein in Vergessenheit geraten. Im digitalen Höhenmodell aus Laserscan-Daten sind keine eindeutigen Abbaue am Rabenstein zu erkennen. Die topographische Uraufnahme aus dem 19. Jahrhundert zeigt allerdings Steinbruch-Symbole und zuführende Wege (Abb. 4). Die eindrucksvollen Felsmauern im Wald zeigen keine Abbauspuren. Aus welcher Zeit Bohrlöcher im Fels an einem Aussichtspunkt im Westen nach Maria Eck hinüber stammen ist hier unbekannt. | 36800 460 × 80           | Typ: Steinbruch/Grube Art: Rauhwacke                                                                            | Steinbruch                     | bedeutend          | kein Schutzgebiet                                      |                                 |
| Ehem. Alabasterbruch an der Kaumalpe unterm Hochfelln                          |                | 189G006   | Ruhpolding Position            | Chiemgauer Alpen               | Alabaster ist eine feinkörnige Varietät von Gips, die an Marmor erinnert, aber weicher und nicht wetterfest ist. Alabaster wird künstlerisch oder kunsthandwerklich verarbeitet. Der Alabaster an der Kaumalpe wurde 1796 entdeckt und schon im März 1798 berichtet Flurl von seinem Besuch vor Ort. Der schneeweiße Alabaster kam in unterschiedlich großen Putzen im Gips vor. In seiner Farbe soll er den italienischen Alabaster übertroffen haben. Bald war er in Abbau und wurde nach München und Wien geliefert. Nach Archivunterlagen wurde die Grube 1816 unter Geröll begraben und damit endete wohl der Abbau, obwohl die Natur anscheinend auch danach noch gelegentlich den Alabaster freilegte. In der Sammlung des Landesamtes für Umwelt finden sich noch alte Belegstücke aus dem verlorengegangenen Vorkommen. Der alte Abbau kann im verschütteten Bett der Weißache selbst vermutet werden. Gips freilich findet sich nirgends mehr. Wo Flurl noch von einer weithin sichtbaren, hellweißen Wand in der eingetieften Weißache berichtet, haben heute Verbauungen das Bachbett hoch mit Schutt gefüllt. Auf natürliche Weise wird der Alabaster nicht mehr zutage treten | 18000 150 × 120          | Typ: Steinbruch/Grube Art: Gips                                                                                 | Steinbruch                     | bedeutend          | kein Schutzgebiet                                      |                                 |
| Ehemaliger Gipsbruch am Silleck SW von Bergen                                  |                | 189G008   | Bergen Position                | Chiemgauer Alpen               | Der Gipsbruch am Silleck ist Mitte des 19. Jahrhunderts in der Karte der bayerischen Uraufnahme eingezeichnet und 1861 bei Gümbel sogar mit seinen geologischen Verhältnissen skizziert. Nach Gümbel waren die mächtigen Gipslager von Rauhwacke und brekzienartigem Dolomit (der Raibl-Formation) umhüllt. Die Grube dürfte schon vor langer Zeit aufgelassen worden sein. Heute findet sich in der topographischen Karte noch die Bezeichnung Gipsgraben für den Bach in der Talung. Neben dem Wanderpfad – in der topographische Karte nicht eingezeichnet –, der das Tal hoch zu der Senke zwischen Köstelkopf und Silleck führt, findet sich bei etwa 1.240 m ein lichterer Wald und oberhalb welliges Gelände mit einigen kleineren Löchern, die vermutlich durch Gipslaugung entstanden sind. Die deutlichste Spur der alten Gipsgewinnung ist aber der im Digitalen Geländemodell am gegenüberliegenden Hang erkennbare Transportweg für den Gips in Richtung Bergen. Im Gelände ist er überwachsen. | 4000 80 × 50             | Typ: Steinbruch/Grube Art: Gips, Dolomitstein, Rauhwacke                                                        | Steinbruch                     | bedeutend          | kein Schutzgebiet                                      |                                 |
| Kalkofen und Steinbruch E von Staudach-Egerndach                               |                | 189G009   | Staudach-Egerndach Position    | Inn-Chiemsee-Jungmoränenregion | In den Erläuterungen zur geologischen Karte werden von diesem Steinbruch über Kössen-Formation sandige Kalke mit dünnen Sandsteinbänkchen, Kohleflözchen und massenhaft Pflanzenresten beschrieben. Sie entsprechen einem küstennahen Seichtwassermilieu, sind in den ältesten Jura zu stellen und ähneln der Gresten-Formation Österreichs. Im Hangenden sollen Mergel mit Kalkbänkchen und reicher Ammonitenfauna anstehen. Im Digitalen Geländemodell zeichnen sich die umfangreichen Halden vor dem Steinbruch ab. Nach alten topographischen Karten könnte er in den 1950er Jahren aufgegeben worden sein. Bei einem alten Gebäude aus Mauersteinen dürfte es sich um einen Kalkofen handeln. | 32000 200 × 160          | Typ: Kalkofen, Steinbruch/Grube Art: Kalkstein, Sandstein                                                       | Steinbruch                     | bedeutend          | kein Schutzgebiet                                      |                                 |
| Historischer Rauhwacke-Abbau am Mühlalpkopf SSE von Bergen                     |                | 189G010   | Bergen Position                | Chiemgauer Alpen               | Am Mühlalpkopf – in alten Veröffentlichungen ist auch vom Mühlaukopf die Rede – war lange Zeit ein umfangreicher Abbau auf Rauhwacken der Raibl-Formation im Gange. Gümbel schreibt 1861: Steinbrüche im Diesselbache und am Mühlalpkopfe bei Bergen lassen vorzüglich leichtes, sehr trockenes und haltbares Baumaterial (Maximilianshütte, Saline Traunstein, Eisenbahn) gewinnen. Am Zugangsbereich der überwachsenen alten Brüche gewinnt das Forstamt noch gelegentlich Lockermaterial aus dem Hangschutt für den Wegebau. Über einen in der topographischen Karte eingezeichneten Pfad auf etwa 980 m Höhe kann eine alte Abbauebene mit schöner Aussicht (Vorsicht, von der Abbruchkante fernbleiben!) in den Chiemgau und hinunter auf das ehemalige, jetzt überwachsene Bruchgelände erreicht werden. Südöstlich findet sich auf der Hochfläche des Mühlalpkopfes eine Gruppe kreisrunder Dolinen im Hauptdolomit. Dolinen sind im Hauptdolomit eher ungewöhnlich. | 32000 400 × 80           | Typ: Steinbruch/Grube Art: Rauhwacke                                                                            | Steinbruch                     | bedeutend          | kein Schutzgebiet                                      |                                 |
| Ehem. Steinbruch im Granitmarmor N von Schöneck                                |                | 189G011   | Siegsdorf Position             | Chiemgauer Alpen               | Der Lithothamnienkalk wurde Anfang des 19. Jahrhunderts als Denkmalgestein entdeckt und war dann über Jahrzehnte als Rosenheimer Granitmarmor ein beliebter Werkstein. Heute bestehen noch etwa 20 % der Grabsteine am Alten Südlichen Friedhof in München aus diesem Gestein. Ab etwa 1870 machte sich dann bemerkbar, dass der Stein verwiitterungsanfällig und für den Außenbereich wenig geeignet ist. Seine Verwendung als Werkstein endete mit dem 19. Jahrhundert. Der Rosenheimer Granitmarmor ist somit ein Zeigergestein für Gebäude aus der Mitte des 19. Jahrhunderts. Auf der Nordseite des Schönecker Grabens liegen im Lithothamnienkalk überwachsene alte Steinbrüche mit fast 20 m hohen Bruchwänden. Wie die Uraufnahme aus der Mitte des 19. Jahrhunderts zeigt – und im Digitalen Geländemodell noch schwach erkennbar – wurde auch südlich des Grabens früher abgebaut. Die Schichtfolge im Aufschluss steht senkrecht. | 30000 300 × 100          | Typ: Steinbruch/Grube Art: Kalkstein                                                                            | Steinbruch                     | wertvoll           | kein Schutzgebiet                                      |                                 |
| Steinbruch und Gletscherschliff SSE von Ruhpolding                             |                | 189G012   | Ruhpolding Position            | Chiemgauer Alpen               | Am Fuße des Rauschbergs westlich des Taubensees hat die Bewegung des würmzeitlichen Gletschers Rundhöcker im Haßlbergkalk des Oberjura hinterlassen. Oben im Auwald finden sich vom Gletscher blankgeschliffene Felswände. Der rote Haßlbergkalk wurde als Ruhpoldinger Marmor in einem Steinbruch an der Nordseite abgebaut. Spuren der Gesteinsgewinnung wie senkrechte Bohrlöcher und waagerechte Sägeschnitte sind an der stufigen Abbauwand noch zu erkennen. Stellenweise weist das Gestein trockene Karstgerinne auf. Ein aktiver Steinbruch an der Südseite des Berges kann nicht betreten werden. Hier wird Ruhpoldinger Marmor, der nicht die Qualität des einst als Werkstein genutzten Gesteins erreicht, als Bruchstein und Schotter gewonnen. Er grenzt an grünliche Kalkmergel der Schrambach-Formation. | 59400 270 × 220          | Typ: Steinbruch/Grube, Gletscherschliff, Rundhöcker Art: Kalkmergelstein, Kalkstein                             | Steinbruch                     | bedeutend          | Landschaftsschutzgebiet                                |                                 |
| Dachslöcher bei Vogllug W von Marquartstein                                    |                | 189H001   | Marquartstein Position         | Inn-Chiemsee-Jungmoränenregion | Bei den sog. Dachslöchern handelt es sich um ein kleines Höhlensystem in einem Felsrücken aus Wettersteinkalk. In den schutterfüllten Spalten im Kalkstein verschwindet jetzt noch das Sammelwasser aus den nordwestlich angrenzenden Feuchtwiesen und tritt zeitweise auf der anderen Seite des Rückens – jenseits der Straße – wieder aus. Bis zu 2 m Höhe über dem Wiesenboden sind die Spalten zu klassischen Höhlenprofilen ausgeweitet. Die Entstehung der Dachslöcher wird nacheiszeitlich gesehen, als der Felsrücken als Halbinsel in einen See hineinragte, der durch den Bergsturz von Marquartstein aufgestaut war. Nach Auslaufen des Sees und mit der Hochmoorbildung auf dem Seeboden entwässerte das kleine Einzugsgebiet noch eine Zeitlang durch die Dachslöcher und weitete sie aus. Die Erläuterungen zur geologischen Karte enthalten eine Beschreibung und einen Plan der Dachslöcher. | 3000 60 × 50             | Typ: Karst-Horizontalhöhle Art: Kalkstein                                                                       | Höhle                          | wertvoll           | kein Schutzgebiet                                      |                                 |
| Hölloch im Engelstein SW von Bergen                                            |                | 189H003   | Bergen Position                | Chiemgauer Alpen               | Der Engelstein ist eine beeindruckende Felsmauer aus Rauhwacken der Raibl-Formation. An seinem Ostende befindet sich das beschilderte Hölloch, eine spaltenartige Kleinhöhle. Es gibt einige weitere kleine Höhlen am Engelstein. Der Hauptfels mit Gipfelkreuz ist nur für trittsichere und schwindelfreie Kletterer, die auf Seilsicherung nicht verzichten sollten, erreichbar. Zu anderen Aussichtspunkten auf der Felsmauer führen Trampelpfade, die auch Trittsicherheit verlangen. | 10 10 × 1                | Typ: Karst-Halbh./Naturbrücke Art: Rauhwacke                                                                    | Höhle                          | bedeutend          | kein Schutzgebiet                                      |                                 |
| Weißbachquelle (Wasserloch) SE von Inzell                                      |                | 189Q001   | Inzell Position                | Chiemgauer Alpen               | Hinter dem kleinen Quelltopf verbirgt sich eine enge Karsthöhle, die bei extrem niedrigem Wasserstand auf kurze Strecke befahren werden kann. Der tiefer gelegene Quellhorizont liegt an der Grenze zwischen Partnachschichten und Wettersteinkalk. Der im Wasserloch entspringende Weißbach fließt zur Saalach, während das Wasser der tiefer gelegenen Quellen zur Traun fließt. Hohe NaCl-Gehalte des Wassers weisen darauf hin, dass das Wasser im Untergrund mit Haselgebirge in Berührung gekommen ist. | 2100 70 × 30             | Typ: Schichtquelle, Karst-Horizontalhöhle Art: Kalkstein                                                        | kein Aufschluss                | wertvoll           | Naturschutzgebiet, FFH-Gebiet, Vogelschutzgebiet       |                                 |
| Toteiskessel N von Wallmoning                                                  |                | 189R001   | Tittmoning Position            | Salzach-Jungmoränenregion      | Es handelt sich um zwei verlandete Toteislöcher. | 126000 700 × 180         | Typ: Toteisloch Art: Moräne                                                                                     | kein Aufschluss                | bedeutend          | Naturdenkmal                                           |                                 |
| Toteisloch südwestlich von Klosterseeon                                        | weitere Bilder | 189R002   | Seeon-Seebruck Position        | Inn-Chiemsee-Jungmoränenregion | Das markante Toteisloch ist teilweise verlandet. | 45000 250 × 180          | Typ: Toteisloch Art: Moräne                                                                                     | kein Aufschluss                | bedeutend          | Naturdenkmal                                           |                                 |
| Findling "Bitterstein" WNW von Holzhausen                                      | weitere Bilder | 189R003   | Waging am See Position         | Salzach-Jungmoränenregion      | Der Findling des Salzachgletscherbereiches besteht aus Wettersteinkalk. | 12 4 × 3                 | Typ: Findling Art: Kalkstein                                                                                    | Block                          | bedeutend          | Naturdenkmal                                           |                                 |
| Moor NW von Egerer                                                             | weitere Bilder | 189R004   | Chieming Position              | Inn-Chiemsee-Jungmoränenregion | Das Kalkflachmoor liegt im langfristigen Schwankungsbereich des Grundwassers. | 11500 230 × 50           | Typ: Niedermoor Art: Torf                                                                                       | kein Aufschluss                | bedeutend          | Naturdenkmal                                           |                                 |
| Nagelfluhblock bei Traunstein                                                  | weitere Bilder | 189R006   | Traunstein Position            | Salzach-Jungmoränenregion      | Der beachtliche Sturzblock besteht aus mindeleiszeitlicher Nagelfluh. | 70 10 × 7                | Typ: Felssturz Art: Konglomerat                                                                                 | kein Aufschluss                | bedeutend          | kein Schutzgebiet                                      |                                 |
| Toteisloch Pfeffersee in Chieming                                              | weitere Bilder | 189R008   | Chieming Position              | Inn-Chiemsee-Jungmoränenregion | Der See liegt in einem mit jungen Ablagerungen erfüllten Moränenwinkel. Die Ursache dafür liegt im späten Abtauen der Toteisscholle, nachdem der Krebsbach seinen Lauf nördlich des Sees konsolidierte und somit die Seeauffüllung vermieden wurde. | 26875 215 × 125          | Typ: Toteisloch Art: Moräne                                                                                     | kein Aufschluss                | bedeutend          | Landschaftsschutzgebiet, Vogelschutzgebiet             |                                 |
| Spuren des Torfabbaus im Hochmoor S von Preising                               |                | 189R009   | Traunstein Position            | Salzach-Jungmoränenregion      | Das Hochmoor wird zurzeit noch abgebaut. | 1360000 1700 × 800       | Typ: Hochmoor, Torfstich Art: Torf                                                                              | kein Aufschluss                | bedeutend          | Naturdenkmal, FFH-Gebiet                               |                                 |
| Teufelsloch in der Zwillingswand der Hochplatte                                |                | 189R010   | Schleching Position            | Chiemgauer Alpen               | Das Teufelsloch ist ein natürliches Fenster durch die Zwillingswand auf der Hochplatte (Wettersteinkalk der Wimbachermulde der Lechtal-Decke). Es ist von Schleching und Mühlau aus gut sichtbar. | 30000 500 × 60           | Typ: Felsburg, Karst-Halbh./Naturbrücke Art: Kalkstein                                                          | Hanganriss/Felswand            | bedeutend          | kein Schutzgebiet                                      |                                 |
| Dolinen bei Lanzing                                                            |                | 189R011   | Marquartstein Position         | Chiemgauer Alpen               | Die zwei Dolinen liegen vermutlich oberhalb der gipsführenden Rauhwackenzone der Raibler Schichten. | 11200 280 × 40           | Typ: Doline Art: Breccie, Rauhwacke                                                                             | kein Aufschluss                | wertvoll           | kein Schutzgebiet                                      |                                 |
| Buckelwiese und Dolinen bei Schleching                                         |                | 189R012   | Schleching Position            | Chiemgauer Alpen               | Die Buckelwiesen stellen eine geomorphologische Besonderheit des Alpenraums dar. Sie entstanden während der letzten Eisrückzugsstadien im periglazialen Klimabereich. | 3500 70 × 50             | Typ: Buckelwiese Art: Kies                                                                                      | kein Aufschluss                | wertvoll           | Naturdenkmal                                           |                                 |
| Grießenbach-Wasserfall bei Rottau                                              |                | 189R013   | Grassau Position               | Chiemgauer Alpen               | Der Wasserfall entstand im Hauptdolomit der Haindorf-Schwarzenberg-Zone. Diese Zone bildet den Nordflügel der gewaltigen Kampenwand-Niederfels-Mulde der Allgäu-Decke. | 100 10 × 10              | Typ: Wasserfall, Soleleitung Art: Dolomitstein, Rauhwacke                                                       | Prallhang/Flussbett/Bachprofil | bedeutend          | kein Schutzgebiet                                      |                                 |
| Hochmoor E von Gstatt (Pfitzen)                                                |                | 189R014   | Ruhpolding Position            | Chiemgauer Alpen               | Das Talhochmoor mit typischer Aufwölbung ist als Naturdenkmal ausgewiesen. | 52250 275 × 190          | Typ: Hochmoor Art: Torf                                                                                         | kein Aufschluss                | bedeutend          | Naturdenkmal                                           |                                 |
| Schuttkegel am Westhang des Rauschberges E von Waich                           |                | 189R015   | Ruhpolding Position            | Chiemgauer Alpen               | Auf dem langgestreckten Schuttkegel sind verschiedene Phasen der Bodenentwicklung gut zu erkennen. | 350000 1000 × 350        | Typ: Schuttkegel Art: Kalkstein                                                                                 | Hanganriss/Felswand            | wertvoll           | Landschaftsschutzgebiet, FFH-Gebiet, Vogelschutzgebiet |                                 |
| Hochmoor zwischen Breitmoos und Paulöd                                         |                | 189R016   | Inzell Position                | Chiemgauer Alpen               | Die unbestockte Hochmoorfläche ist umgeben von Niedermoorbildungen, die sich im Osten bis zum Hochmoorstadium mit kleinen Moorwald entwickeln konnten. | 200000 500 × 400         | Typ: Hochmoor, Niedermoor Art: Torf                                                                             | kein Aufschluss                | bedeutend          | FFH-Gebiet, Vogelschutzgebiet                          |                                 |
| Klausenbachklamm SW von Blindau                                                |                | 189R017   | Reit im Winkl Position         | Chiemgauer Alpen               | Die Klammstrecke entwickelte sich dort, wo der Bach vom Hauptdolomit in den Plattenkalk übertritt. | 8000 400 × 20            | Typ: Schlucht Art: Kalkstein                                                                                    | Prallhang/Flussbett/Bachprofil | wertvoll           | kein Schutzgebiet                                      |                                 |
| Hochmoor Inzeller Filzen NW von Inzell                                         |                | 189R018   | Inzell Position                | Chiemgauer Alpen               | Das ca. 100 Hektar große Moorvorkommen ist nur von einzeln stehenden Bäumen bewachsen. Eine stark abgetorfte Hochmoorfläche liegt über dem Niedermoor. Im Zentrum des Moores liegt eine Müllkippe (1973). | 1050000 1500 × 700       | Typ: Hochmoor Art: Torf                                                                                         | kein Aufschluss                | bedeutend          | kein Schutzgebiet                                      |                                 |
| Buckelwiesen und Karst der Hemmersuppenalmen SE von Blindau                    |                | 189R019   | Reit im Winkl Position         | Chiemgauer Alpen               | Neben dem Hochlagenmoor sind im Plattenkalk Karsterscheinungen zu finden. Die Lösungsvorgänge wurden durch das stark kohlensäurehaltige Moorwasser verstärkt. | 700000 1000 × 700        | Typ: Buckelwiese, Karren/-felder Art: Moräne, Kalkstein                                                         | Felshang/Felskuppe             | bedeutend          | FFH-Gebiet                                             |                                 |
| Naturwehr in der Alz und Alzhang NW von Altenmarkt                             | weitere Bilder | 189R020   | Altenmarkt an der Alz Position | Inn-Region                     | Oberhalb der Straßenbrücke, und von hier aus gut sichtbar, strömt die Alz über eine Felsbarriere aus Deckenschotter-Konglomeraten. Im obersten Teil ist das Naturwehr durch ein künstliches Wehr erhöht. | 22500 150 × 150          | Typ: Wasserfall, Prallhang Art: Konglomerat                                                                     | Hanganriss/Felswand            | bedeutend          | Landschaftsschutzgebiet                                |                                 |
| Klobenstein an der Traun N von Traunstein                                      | weitere Bilder | 189R021   | Traunstein Position            | Inn-Region                     | Zwischen Fluss und felsigem Steilhang liegt der geklobene Stein, ein großer, in zwei Teile gespaltener Nagelfluhblock mit einer Marienkapelle. Der Nagelfluhblock stammt vom Steilhang aus dem Deckenschotter. Nach einer Legende wurde ein Ritter vor seinen Feinden gerettet, als er zur Mutter-Gottes-Statue betete. | 70 10 × 7                | Typ: Felssturz, Gesteinsart Art: Konglomerat                                                                    | Block                          | bedeutend          | kein Schutzgebiet                                      |                                 |
| Tumulus bei Unteröd                                                            |                | 189R022   | Tittmoning Position            | Salzach-Jungmoränenregion      | Ein Tumulus ist ein kleiner Hügel, der aus Ablagerungen in einer Gletschermühle hervorging. Schmelzwasser hatte von der Gletscheroberfläche einen Weg in die Tiefe gefunden. An der Gletscherbasis wurde Moränenmaterial zusammengespült, das nach dem Abschmelzen des Gletschers die ehemalige Lage der Gletschermühle markiert. Der Tumulus bei Unteröd ist als flächenhaftes Naturdenkmal geschützt. Er trägt eine seltene Wacholderheide-Vegetation. | 6000 100 × 60            | Typ: Tumulus Art: Konglomerat                                                                                   | sonstiger Aufschluss           | bedeutend          | Naturdenkmal                                           |                                 |
| Eiszerfallslandschaft des Bansees SW von Seeon                                 |                | 189R023   | Seeon-Seebruck Position        | Inn-Chiemsee-Jungmoränenregion | Das Abschmelzen von Toteismassen nach dem Rückzug des Inngletschers hat zwischen den Moränenwällen verschiedener Rückzugsstadien Geländesenken mit Seen hinterlassen, die im Lauf der Zeit teilweise verlandeten. Es bildeten sich Moore. Der Bansee mit seinen Verlandungsmooren ist Teil des Naturschutzgebietes Seeoner Seen. | 1200000 1500 × 800       | Typ: Eiszerfallslandschaft, Übergangsmoor Art: Moräne, Torf                                                     | kein Aufschluss                | bedeutend          | Naturschutzgebiet, FFH-Gebiet, Vogelschutzgebiet       |                                 |
| Eiszerfallslandschaft des Seengebiets S von Schnaitsee                         |                | 189R024   | Schnaitsee Position            | Inn-Chiemsee-Jungmoränenregion | Bei Schnaitsee liegen die Endmoränen des weitesten Vorstoßes (Kirchseeoner Stadium) des würmzeitlichen Inn-Chiemsee- oder genauer hier des Prien-Gletschers. In der Seenlandschaft wenig südlich sind in einer breiten Talung zwischen Moränen Oser und Toteislöcher anzutreffen. Schmelzwässer des Eisrückzugs haben Schotter abgelagert und die vorher vorhandenen Glazialformen überprägt. Weiter nordöstlich – SE von Schnaitsee – konnten die Schmelzwässer den äußeren Moränenwall durchbrechen. Bohrungen haben hier bis zum Tertiäruntergrund bis 65 m an Kiesen und Sanden durchteuft. Teils wurden sie schon in weniger als 10 m Tiefe konglomeratisch verfestigt als Nagelfluh angetroffen und sind dann vielleicht schon ins Riß zu stellen. | 1200000 1500 × 800       | Typ: Eiszerfallslandschaft Art: Schotter                                                                        | kein Aufschluss                | wertvoll           | Landschaftsschutzgebiet                                |                                 |
| Schluckloch Eglsee E von Seeon                                                 | weitere Bilder | 189R025   | Seeon-Seebruck Position        | Inn-Chiemsee-Jungmoränenregion | Der Eglsee ist insofern bemerkenswert, als er gerade (2017) wieder einmal nicht existiert. Dort, wo in der aktuellen topographischen Karte ein See eingezeichnet ist, ist derzeit grüne Wiese. Schaut man in die Karten der bayerischen Uraufnahme aus der Mitte des 19. Jahrhunderts oder in die Zeitreise im BayernAtlas (https://geoportal.bayern.de/bayernatlas) so stellt man fest, dass manchmal ein bis drei 3 Seelein unterschiedlicher Größe existieren und dazwischen wieder Grünland kartiert ist. Der Eglsee ist Schluckloch für den einzigen Ablauf der Seeoner Seenkette. Er liegt als Toteisloch in der Appertinger Schotterflur, einem Schmelzwasserabfluss eines Rückzugsstadiums des Inn-Chiemsee-Gletschers. Die verbindenden Gräben der Seeoner Seenkette sind, wie auch der Graben zum Eglsee, künstlich angelegt. Die auf Griessee und Brunnensee folgenden Seen liegen alle über dem Grundwasserspiegel und geben Seewasser ans Grundwasser ab. Nur nach starken Niederschlägen fließt Wasser aus dem Klostersee zum Eglsee ab. | 73500 350 × 210          | Typ: Bachschwinde Art: Schotter                                                                                 | kein Aufschluss                | wertvoll           | kein Schutzgebiet                                      |                                 |
| Durchbruchstal der Tiroler Achen S von Ettenhausen                             |                | 189R026   | Schleching Position            | Chiemgauer Alpen               | Ab der Landesgrenze durchbricht die Tiroler Achen auf 1 km Länge die steilstehende Schichtfolge der Oberwössener Mulde von der Ammergau-Formation des Oberjura bis in den Hauptdolomit der Trias. Harte Rippen aus Kieselkalken des Unter- und Mitteljura und des Oberrhätkalks bilden Engstellen. In den weicheren Schichten dazwischen ist der Talgrund aufgeweitet und Kiesbänke sind aufgeschüttet. In sandigen Senken sind Strömungsrippeln des letzten Wasserhochstands zu sehen. In den Talgrund des Naturschutzgebiets führen keine Wege. Die Szenerie kann am besten vom Raft, Kanu oder Kajak aus betrachtet werden. | 100000 1000 × 100        | Typ: Durchbruchstal Art: Kieselkalkstein                                                                        | Prallhang/Flussbett/Bachprofil | wertvoll           | Naturschutzgebiet, FFH-Gebiet, Vogelschutzgebiet       |                                 |
| Entenloch an der Tiroler Achen bei Klobenstein                                 | weitere Bilder | 189R027   | Schleching Position            | Chiemgauer Alpen               | Das Entenloch oder Antenloch ist eine Engstelle der Tiroler Achen und bildet die Landesgrenze Bayern/Tirol. Die früher nur 3,4 m breite Öffnung in einem Felsriegel aus Oberrhätkalk führte durch Verklausung mit Baumstämmen immer wieder zu Rückstau und Überschwemmungen im Kössener Tal, so dass die Enge 1906/07 durch Sprengung auf etwa 12 m Breite aufgeweitet wurde. Die Kiesbank vor dem Entenloch und eine Hängebrücke mit schönem Ausblick sind über das Gasthaus Klobenstein in Tirol zugänglich. Das Jahrhunderthochwasser vom Juni 2013 reichte bis zur Brücke hoch, die durch Treibholz beschädigt wurde. | 480 40 × 12              | Typ: Klamm Art: Kalkstein                                                                                       | Hanganriss/Felswand            | wertvoll           | Naturschutzgebiet, FFH-Gebiet, Vogelschutzgebiet       |                                 |
| Dolinen der Sauermöseralm WSW von Oberwössen                                   |                | 189R028   | Unterwössen Position           | Chiemgauer Alpen               | Im Wiesengelände um Stoibenmöseralm und Sauermöseralm liegen eine ganze Anzahl von Dolinen. Dolinen in Schichten der Gosau dürften im bayerischen Alpenraum selten sein. Leider werden in einige der Löcher Astwerk und Steine eingeworfen. | 13200 220 × 60           | Typ: Dolinenfeld Art: Kalksandstein                                                                             | Doline/Erdfall                 | wertvoll           | kein Schutzgebiet                                      |                                 |
| Karrenfelder und Gosau der Stoibenmöseralm bei Oberwössen                      |                | 189R029   | Unterwössen Position           | Chiemgauer Alpen               | Sedimente der Gosau-Gruppe sind in den bayerischen Alpen nicht weit verbreitet. Umso bemerkenswerter sind die Karrenfelder in bräunlich anwitternden Kalksandsteinen der Unteren Gosau im Umfeld der Stoibenmöseralm. Das Gestein fällt durch seinen Gehalt an scharfkantigen, kleinen Hornstein-Bruchstücken auf. | 90000 600 × 150          | Typ: Karren/-felder Art: Kalksandstein                                                                          | Felshang/Felskuppe             | wertvoll           | kein Schutzgebiet                                      |                                 |
| Gletschergarten am Wimmerkreuz SE von Reit im Winkl                            |                | 189R030   | Reit im Winkl Position         | Chiemgauer Alpen               | Im Talkessel von Reit im Winkl stehen Schichten der oligozänen Paisslberg-Formation (Werlberg-Member) an. Ein vom würmeiszeitlichen Gletschervorstoß hinterlassener Rundhöcker aus Kalksteinen dieser Schichtfolge enthält ein voreiszeitlich ausgeformtes und vom Gletscher überschliffenes Karrenfeld. Gletschermühlen im Eis haben zusätzlich Gletschertöpfe in den Fels eingetieft. Der Gletschergarten am Wimmerkreuz ist vom Ortszentrum Reit im Winkl in zehn Minuten zu erreichen. | 900 30 × 30              | Typ: Karren/-felder, Gletschermühle, Rundhöcker Art: Kalkstein                                                  | Felshang/Felskuppe             | wertvoll           | kein Schutzgebiet                                      |                                 |
| Moore und Karst der Winklmoos-Alm E von Seegatterl                             |                | 189R031   | Reit im Winkl Position         | Chiemgauer Alpen               | Auf der Winklmoos-Alm finden sich Buckelwiesen und abflusslose Senken mit Dolinen auf würmzeitlicher Moräne. In Kalken der Kössen-Formation sind Karren ausgebildet. Ökologisch wertvolle Hoch- und Niedermoorflächen liegen z. B. unterhalb der Traunsteiner Hütte. | 525000 750 × 700         | Typ: Hochmoor, Doline, Karren/-felder Art: Kalkstein                                                            | Doline/Erdfall                 | wertvoll           | kein Schutzgebiet                                      |                                 |
| Schuttkegel des Wilden Hausgrabens am Lödensee                                 |                | 189R032   | Ruhpolding Position            | Chiemgauer Alpen               | Nacheiszeitlich war das Weitseetal vom Gletscher ausgeschürft und von einem See ausgefüllt. Schuttströme, vor allem aus dem Hauptdolomit der Dürrnbachhorn-Kette im Süden, haben daraus bereits drei Seen entstehen lassen, die einer zunehmenden Verlandung entgegensehen. Am Lödensee schiebt sich ein Kegel aus Schutt des Wilden Hausgrabens vor. Östlich des Sees ist die B305 am Langen Sand in einer Furt abgesenkt, um abströmenden Wasser- und Schuttmassen kein Hindernis zu bieten. | 2520000 4200 × 600       | Typ: Schuttkegel Art: Dolomitstein                                                                              | sonstiger Aufschluss           | bedeutend          | Naturschutzgebiet, FFH-Gebiet, Vogelschutzgebiet       |                                 |
| Dolinen der Hochkienbergalm SW von Ruhpolding                                  |                | 189R033   | Ruhpolding Position            | Chiemgauer Alpen               | Das Gebiet der aufgelassenen Hochkienbergalm ist übersät mit kleinen Dolinen, die sich sowohl in der weit verbreiteten Raibl-Formation als auch im Wettersteinkalk (am Südrand des Hochplateaus) finden. Die Raibl-Formation ist hier aus Kalk-Dolomit-Folgen mit zwischengeschalteten Schiefertonen aufgebaut (am besten im oberen Ostertal unterhalb der Hörndlwand aufgeschlossen). Im Nordosten ist unterhalb des Gurnwandkopfes in Raibler Dolomit eine langgestreckte abflusslose Senke ausgebildet. Sie folgt einer W-E- streichenden Störung und könnte als Uvala bezeichnet werden. Etliche Mauerreste verfallener Almgebäude sind über das frühere Almgelände verstreut. Dort, wo in der Karte die Hochkienbergalm (verf.) bezeichnet ist, verschwindet ein Quellbach nach kurzer Fließstrecke in einer Doline (Ponor). Die Hochkienbergalm ist abgelegen und ein wenig besuchtes, ruhiges Kleinod. Der einfachste Weg führt von Seehaus über die Branderalm und das Ostertal in etwa 3 Stunden hinauf. | 550000 1100 × 500        | Typ: Dolinenfeld Art: Kalkstein, Sandstein, Tonstein                                                            | Doline/Erdfall                 | wertvoll           | Naturschutzgebiet, FFH-Gebiet, Vogelschutzgebiet       |                                 |
| Röthelmoos SW von Ruhpolding                                                   |                | 189R034   | Ruhpolding Position            | Chiemgauer Alpen               | Das Röthelmoos mit seinen uhrglasartig aufgewölbten Hochmoorflächen und seiner Flora und Fauna ist von herausragender ökologischer Bedeutung. Die Moorbildung ist durch wasserstauende Mergel der Schrambach-Formation mit bedingt. Am Objektpunkt direkt am Weg zur Dandlalm sind diese Mergel freigelegt. Sie führen Fossilreste (Belemniten, Ammoniten) Das Moor enthält mäandrierende Bachläufe. Es ist von Weideflächen umgeben. Die Moorflächen bitte nicht betreten. | 400000 1000 × 400        | Typ: Hochmoor Art: Mergelstein                                                                                  | sonstiger Aufschluss           | bedeutend          | Naturschutzgebiet, FFH-Gebiet, Vogelschutzgebiet       |                                 |
| Karrenfeld und Dolinen der Bischofsfellnalm W von Ruhpolding                   |                | 189R035   | Ruhpolding Position            | Chiemgauer Alpen               | Direkt an den Gebäuden der Bischofsfellnalm ist ein Karrenfeld ausgebildet. Nach der geologischen Karte liegt es in Hauptdolomit, der an sich nicht zur Karrenbildung neigt. Es könnten hier aber auch die aus dem obersten Hauptdolomit berichteten Kalkeinschaltungen verkarstet sein. Im Umfeld liegen einzelne Dolinen. Ein richtiggehendes Dolinenfeld ist aber jenseits der Geländestufe im Süden im Wettersteinkalk ausgebildet. | 110000 550 × 200         | Typ: Karren/-felder, Doline Art: Dolomitstein                                                                   | Doline/Erdfall                 | wertvoll           | kein Schutzgebiet                                      |                                 |
| Dolinen und Ponore des Eschelmooses W von Ruhpolding                           |                | 189R036   | Ruhpolding Position            | Chiemgauer Alpen               | Im Eschelmoos liegen auf der Wasserscheide zwischen Weißachen und Urschlauer Achen zwei Großdolinen – unter junger Überdeckung vermutlich im Wettersteinkalk unweit der Grenze zur Raibl-Formation und auf einer Störungslinie. Das Wasser, das sich auf der Almfläche sammelt und zwei Ponoren in der östlich gelegenen Doline zufließt, wird unterirdisch wohl am ehesten der Weißachen durch den Wettersteinkalkriegel im Norden zufließen. | 3000 150 × 20            | Typ: Doline, Ponor Art: Kalkstein                                                                               | Doline/Erdfall                 | wertvoll           | kein Schutzgebiet                                      |                                 |
| Sonntagshorn und Großer Sand                                                   |                | 189R037   | Ruhpolding Position            | Chiemgauer Alpen               | Der Gipfelaufbau des Sonntagshorns mit seiner weithin sichtbaren, markanten Schichtung besteht aus Plattenkalk. Den Talschluss des Mittleren Kraxenbachs füllt der Große Sand – gewaltige Kegel aus Schutt die vom Wandfuß von Vorderlahnerkopf und Sonntagshorn herunterziehen. Im unteren Wandteil des Sonntagshorns steht dann schon der Hauptdolomit an, der entlang der Vorderen und Hinteren Kraxenbachschneid den ganzen Weg das Tal hoch flankiert hat. Von Laubau bis an den Fuß des Großen Sandes sind es 800 Höhenmeter und etwa 3 Stunden Wanderzeit. | 182000 700 × 260         | Typ: Schuttkegel Art: Kalkstein, Dolomitstein                                                                   | Hanganriss/Felswand            | wertvoll           | Naturschutzgebiet, FFH-Gebiet, Vogelschutzgebiet       |                                 |
| Mündungsdelta der Tiroler Achen in den Chiemsee                                | weitere Bilder | 189R038   | Chiemsee (Gemeinde) Position   | Inn-Chiemsee-Jungmoränenregion | Die Mündung der Tiroler Achen in den Chiemsee ist das besterhaltene Binnendelta Mitteleuropas. Nacheiszeitlich hatte der Chiemsee die 3- bis 4-fache heutige Größe. Er verlandet seitdem – heute jährlich um 1,3 Hektar. Die Tiroler Achen transportiert pro Jahr 300.000 m³ mineralische Feinteile und etwa 10.000 m³ Kies und Geröll in den Chiemsee. Man schätzt, dass der Chiemsee in 8.000 bis 10.000 Jahren vollständig verlandet sein wird. Die verzweigten Rinnen, Sand- und Kiesbänke des Deltas sind Kernzone des Naturschutzgebiets und nicht zugänglich. Eindrucksvoll ist der Anblick des Deltas im Luftbild (Abb. 4). Von 2 Aussichtstürmen – im Osten an der Hirschauer Bucht und im W nördlich von Lachsgang – kann auf das Delta geblickt werden. Fernglas mitbringen! | 3750000 2500 × 1500      | Typ: Schwemmfächer Art: Sand, Ton                                                                               | kein Aufschluss                | besonders wertvoll | Naturschutzgebiet, Landschaftsschutzgebiet, FFH-Gebiet |                                 |
| Eiszerfallslandschaft des Tüttensees                                           | weitere Bilder | 189R039   | Grabenstätt Position           | Inn-Chiemsee-Jungmoränenregion | Beim Eisrückzug des Inn-Chiemsee-Gletschers erhielt sich offenbar in der Grabenstätter Bucht ein Eislappen, nach dessen Abschmelzen der Toteiskessel des Tüttensees und die kleinen Toteislöcher im Tütten-Holz entstanden. Mit zeitweise beträchtlichem Interesse der Medien wird der Tüttensee von einer regionalen Forschergruppe als Produkt eines Chiemgau-Impakts, des Einschlags eines Kometen/Asteroiden in der Bronze-/Eisenzeit angesehen. Sondierungen in der östlichen Verlandungszone des Tüttensees innerhalb der Wallform haben bis 2,5 m Tiefe Torf und bis 4,0 m Tiefe Seekreide erbracht. C14-Datierungen aus Tiefen von 0,6 bis 2,8 m ergaben Alter von 4.420 bis 12.750 Jahren (Cal BP). Eine Entstehung der Hohlform des Tüttensees durch einen Impakt in jüngerer Zeit kann damit ausgeschlossen werden. | 1300000 1300 × 1000      | Typ: Eiszerfallslandschaft, Toteisloch Art: Torf, Kreide, Moräne                                                | kein Aufschluss                | wertvoll           | Landschaftsschutzgebiet                                |                                 |
| Trockental von Erlstätt                                                        |                | 189R040   | Grabenstätt Position           | Inn-Chiemsee-Jungmoränenregion | Das heutige Trockental von Erlstätt ist Teil der Schmelzwasserrinne von Vachendorf-Erlstätt, einem der bedeutendsten glazialen Formen im Bereich östlich des Chiemsees. Die Schmelzwasserrinne beginnt bei Adelholzen im Süden und erstreckt sich nach Nordnordwest, bis sie bei Chieming den Chiemsee erreicht. Östlich der schottererfüllten Rinne liegen mit einem deutlichen Höhensprung die Moränen des Ebersberger (Eisrückzugs-)Stadiums, westlich davon die flacheren Moränen des Ölkofener Stadiums. Die Schmelzwasserrinne entwässerte den Eisrand. Einen guten Überblick über den Verlauf der Rinne gibt das Digitale Geländemodell (Abb. 4). Im Foto kann nur der Übergang vom flachen Talboden zu den angrenzenden Moränenzügen erfasst werden. | 7500000 5000 × 1500      | Typ: Schmelzwassertal Art: Schotter                                                                             | sonstiger Aufschluss           | wertvoll           | kein Schutzgebiet                                      |                                 |
| Aquitan-Fischschiefer im Zillerholz S von Traunstein                           |                | 189A052   | Traunstein Position            | Salzach-Jungmoränenregion      | Im Zillerholz östlich der Traun stehen im Graben eines Baches und an einer in jüngerer Zeit verbreiterten Forststraße graue, dünnschichtige und blättrig zerfallende (Papierschiefer) Fischschiefer an. Sie enthalten Fischreste, meist Schuppen, und werden ins Aquitanium gestellt. | 3 3 × 1                  | Typ: Gesteinsart, Schichtfolge Art: Tonschiefer                                                                 | Hanganriss/Felswand            | wertvoll           | FFH-Gebiet                                             |                                 |
| Galmeibergbau am Hochstaufen                                                   |                | 189G003   | Inzell Position                | Chiemgauer Alpen               | Der Bergbau auf Galmeierze am Hochstaufen endete Anfang des 18. Jahrhunderts. Der Galmei wurde zur Herstellung von Messing in der Rosenheimer Hütte verwendet. Da metallisches Zink in Europa erst im 18. Jahrhundert entdeckt wurde, war bis dahin die Veredlung von Kupfer zu Messing durch Hinzufügen von Galmei ein eher alchemistischer Prozess. Der Bergbau ging in schwer zugänglichem Gelände unterhalb des Hochstaufengipfels um. Die Bildung der Pb-Zn-Erze erfolgte syngenetisch mit späterer Umlagerung in die Klüfte des Wettersteinkalks. Im Schutt des östlichen Staufenkars kann Kalkstein mit Galmei gefunden werden. Unten am Ende des Staufenkars finden sich die Ruinen eines Erzdepots („Artzkasten“). | 24000 400 × 60           | Typ: Halde, Stollen Art: Buntmetallerz, Kalkstein                                                               | Böschung                       | wertvoll           | kein Schutzgebiet                                      |                                 |
| Subrosionslandschaft von Achberg                                               |                | 189R041   | Schleching Position            | Chiemgauer Alpen               | Die Geländeformen um Achberg - wie sie heutzutage sehr gut im Digitalen Geländemodell (Abb. 4) zu erkennen sind - fielen schon früh als ungewöhnlich auf: abflusslose Senken und sanft gerundete Hügel bei anstehendem Hauptdolomit. Nur ein kleines Vorkommen von Rauhwacke der Raibl-Formation an der Straße am Waldrand im Südwesten gibt den Hinweis, dass hier unter Hauptdolomit in einem Sattelkern auch Gips vorhanden ist oder war. Dessen Weglösung hat die Subrosionslandschaft von Achberg geschaffen. | 450000 1000 × 450        | Typ: Subrosionslandschaft Art: Dolomitstein, Rauhwacke                                                          | Doline/Erdfall                 | wertvoll           | kein Schutzgebiet                                      |                                 |
| Bergsturz von Marquartstein                                                    |                | 189R042   | Marquartstein Position         | Inn-Chiemsee-Jungmoränenregion | Der Bergsturz von Marquartstein ist mit einem geschätzten Ablagerungsvolumen von 40 Mio. m³ der zweitgrößte Bergsturz in Bayern. Bei dem postglazialen Ereignis soll ein ursprünglich vorhandener westlicher Vorgipfel des Hochlerch abgebrochen sein. Die Sturzmassen bedecken eine Fläche von etwa 3 km². Die Gesteine, die oben am Hochlerch anstanden und zu Tal stürzten, umfassen eine breite Palette von Dolomitsteinen des Hauptdolomits bis zu Tonmergel- und Kalksteinen von Obertrias bis Jura. In einem früheren Steinbruch am Objektpunkt wurden rote, crinoidenführende Kalksteine des Unterjuras aus dem Blockschutt des Bergsturzes gewonnen. Die Bergsturzmassen haben eine bemerkenswerte fingerförmige Ausbreitungsform, wie sie auch von einem anderen Bergsturz im Ammertal (Geotop 180R040) bekannt ist. | 5175000 3450 × 1500      | Typ: Bergsturz Art: Kalkstein                                                                                   | sonstiger Aufschluss           | wertvoll           | kein Schutzgebiet                                      |                                 |